# Grimmen
Grimmen (phát âm tiếng Đức: [ˈɡʁɪmən]) là huyện lỵ của huyện Vorpommern-Rügen (trước thuộc huyện Nordvorpommern), thuộc bang Mecklenburg-Vorpommern, Đức. 

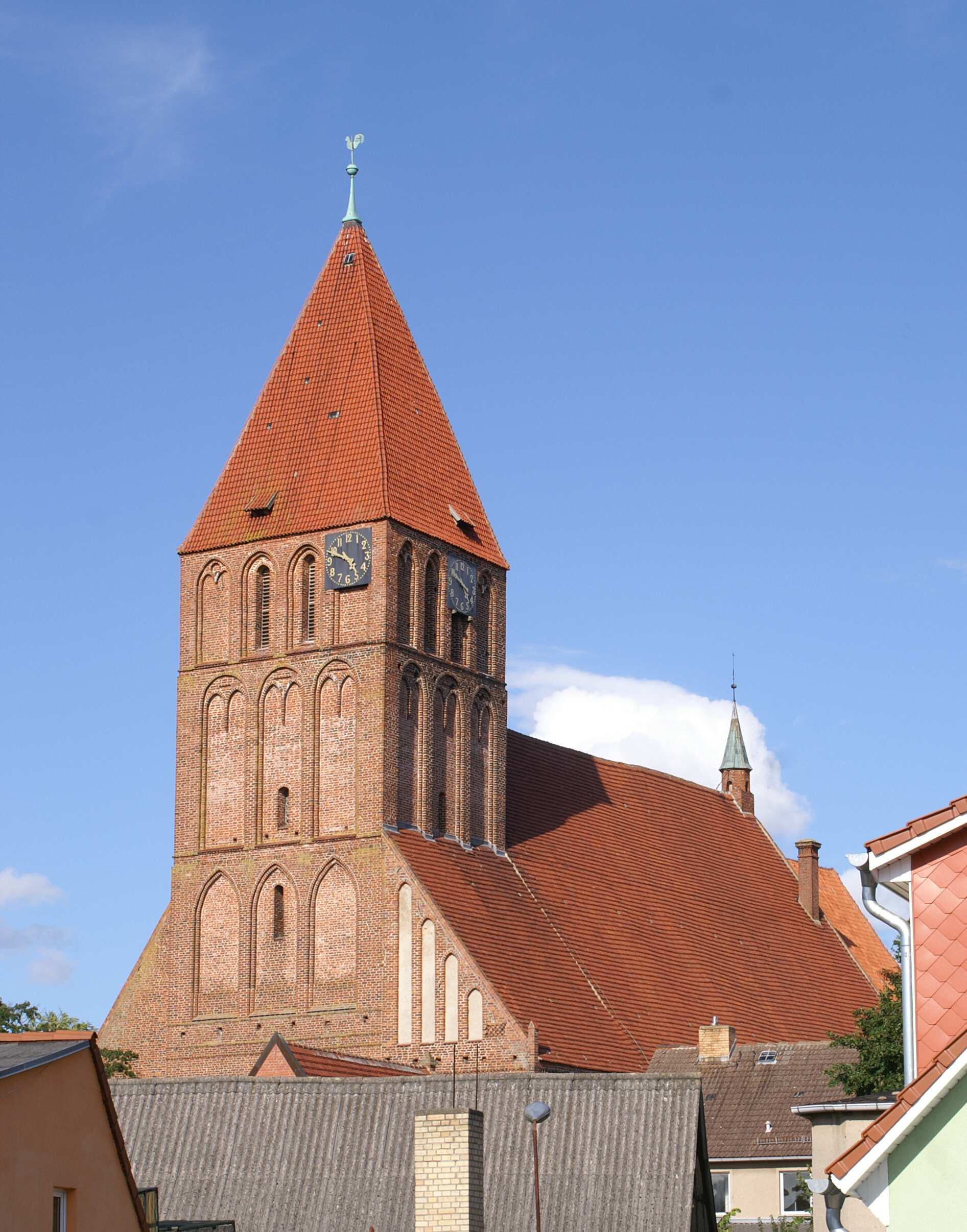
St. Mary's

### Thành phố kết nghĩa
1. Chateaulin
2. Czaplinek
3. Kamień Pomorski (Cammin)
4. Osterholz-Scharmbeck